# Après Mein Kampf mes crimes
Après Mein Kampf mes crimes è un film del 1940 diretto da Alexandre Ryder.

## Trama
Film-documentario sul potere da parte dei nazisti, proprio quando la Francia ha dichiarato guerra alla Germania (3 settembre 1939). Alternato da documenti originali e ricostruzioni interpretate da attori.

## Produzione
Il film è uscito in Francia nel 1940, prima dell'invasione tedesca. Fu riportato in Belgio nel 1945, dopo la Liberazione, con l'aggiunta di immagini di campi di sterminio